# Hans Sarpei
Hans Sarpei (28 de junio de 1976, Tema, Ghana) es un exfutbolista de Ghana que actuó como defensa, aunque su polivalencia le permitió hacerlo también de centrocampista defensivo. Durante toda su carrera futbolística profesional, siempre ha jugado en Alemania. Su último club fue el Schalke 04.

## Selección nacional
Debutó con la Selección de fútbol de Ghana el 7 de octubre de 2000 en un partido ante Zimbabue, aunque en raras ocasiones ha sido convocado desde entonces. Jugó la Copa África de 2006, en la que Ghana realizó un papel muy pobre.
Participó en 2017 como host de Alemania en la serie original de Netflix Ultimate Beastmaster.

## Clubes
| Club             | País     | Año       |
| ---------------- | -------- | --------- |
| Fortuna Colonia  | Alemania | 2000-2001 |
| MSV Duisburgo    | Alemania | 2001-2002 |
| VfL Wolfsburg    | Alemania | 2002-2007 |
| Bayer Leverkusen | Alemania | 2008-2010 |
| Schalke 04       | Alemania | 2010-2012 |

- Datos: Q316388
- Multimedia: Hans Sarpei / Q316388